# José Júlio de Oliveira Baptista
José Júlio de Oliveira Baptista foi um político português.

## Biografia
Natural do lugar da Passarela, localidade situada na Freguesia de Lagarinhos, no Concelho de Gouveia, no Distrito da Guarda, era filho de Joaquim Lourenço Borges Saraiva e de sua mulher, descendente de José Lourenço Borges (Passarela, Lagarinhos, Gouveia, 9 de Janeiro de 1777 - ?), Alferes de Milícias da Passarela, e de sua mulher Felizarda de Almeida Saraiva (Lapa, Tourais, Seia, bap. 1 de Maio de 1780 - ?), o qual era irmão de Maria Borges (Passarela, Lagarinhos, Gouveia, 17 de Fevereiro de 1780 - ?), solteira e sem geração, Teresa Borges (Passarela, Lagarinhos, Gouveia, 17 de Janeiro de 1782 - ?), solteira e sem geração, João Lourenço Borges (Passarela, Lagarinhos, Gouveia, 30 de Dezembro de 1783 - ?), Padre, que fez Inquirições de genere em 1798 e escritura de património em 1806 (Arquivo da Universidade de Coimbra, Ordenações Sacerdotais, Caixas 612 e 679) e Ana Borges (Passarela, Lagarinhos, Gouveia, 18 de Março de 1788 - ?), solteira e sem geração, cujos avós paternos foram José Lourenço (Passarela, Lagarinhos, Gouveia, 10 de Dezembro de 1751 - ?) e sua mulher Maria Borges (Passoinhos, Vila Nova do Casal, bap. 3 de Abril de 1745 - ?), descendente dum tio paterno de Brás Garcia de Mascarenhas, que viveram na Passarela "de suas fazendas", e irmão de Joaquim Saraiva de Oliveira Baptista. Ignoram-se as datas de nascimento e morte, bem como o local onde faleceu.
Formou-se em Direito pela Faculdade de Direito da Universidade de Coimbra em 1864. Da sua vida profissional sabe-se apenas que, no final do ano de 1872, exercia as funções de Delegado do Procurador Régio na Comarca de Tavira, sendo transferido para a Ilha de São Jorge, nos Açores, onde veio a exercer idêntico cargo até data indeterminada.
Afecto ao Partido Progressista, foi eleito Deputado pelo Círculo Eleitoral Uninominal de Tavira em 1879, prestando juramento a 14 de Janeiro de 1880.
No Palácio de São Bento, fez parte da 1.ª Comissão Parlamentar de Verificação de Poderes, da qual foi o Relator, em 1880, da Comissão Parlamentar de Legislação Civil de 1880 a 1881 e da Comissão Parlamentar de Infracções em 1880, tendo ocupado, ainda, as funções de Secretário da Mesa do Parlamento em 1881.
A sua carreira no hemiciclo não foi das politicamente mais relevantes, confinando-se à defesa dos interesses do seu Círculo Eleitoral. Estreou-se nas lides parlamentares mandando para a Mesa um Requerimento onde se pediam esclarecimentos sobre a actuação dalguns Administradores de Concelho do Algarve, a 30 de Janeiro de 1880, e, cerca de um mês depois, fez o mesmo com um Requerimento relacionado com o exercício da Justiça em Alcoutim e Castro Marim, a 31 de Janeiro de 1880. Apresentou depois pequenas alterações ao Projecto de Lei da Contribuição de Registo defendido pela Comissão Parlamentar da Fazenda, a 14 de Fevereiro de 1880, e voltou aos assuntos locais enviando para a Mesa uma Representação dos Escriturários da Repartição da Fazenda do Concelho de Tavira, pedindo aumento de ordenado, a 25 de Fevereiro de 1880. Foi, igualmente, Portador de vários Requerimentos dalguns Militares do Batalhão de Caçadores N.º 4 que solicitavam melhoria da reforma, a 5 de Abril de 1880, e renovou a iniciativa do Projecto de Lei apresentado por José Luciano de Castro Pereira Corte-Real, a 15 de Abril de 1879, que tinha por fim autorizar o Governo a conceder à Câmara Municipal de Tavira o edifício que servia de Estação de Guarda principal, a 6 de Abril de 1880. Apresentou um Projecto de Lei que permitia ao Governo mandar proceder a obras de melhoramento no Porto de Tavira no valor de 10.000$000 de réis anuais, a 24 de Maio de 1880, e mandou para a Mesa uma nova Representação dos Escriturários da Fazenda do mesmo Concelho de Tavira, onde estes pediam melhoria de vencimentos e a promoção na carreira, como já haviam feito no ano anterior, a 31 de Janeiro de 1881. Sempre em defesa dos interesses locais, enviou para a Mesa uma Representação da Câmara Municipal de Tavira, pedindo autorização para aplicar à construção dum mercado a quantia de 3.500$000 réis do cofre da Viação Municipal, a 15 de Fevereiro de 1881, exposição que esteve na origem da apresentação dum Projecto de Lei no mesmo sentido, a 16 de Fevereiro de 1881. Na mais demorada intervenção da sua curta carreira parlamentar, a 21 de Março de 1881, veio expor os factos da questão que travou em Dezembro de 1872 com o então Ministro da Justiça, Augusto César Barjona de Freitas, quando, na sua qualidade de Delegado do Procurador Régio na Comarca de Tavira, foi transferido para idêntico lugar na Ilha de São Jorge por influência dum General "que tudo podia e mandava nesta terra (Tavira), e que era íntimo amigo e compadre do querelado". Na origem da disputa, esteve a actuação de José Júlio de Oliveira Baptista nos tumultos de 8 de Dezembro daquele ano de 1872, a propósito do estabelecimento, naquele Concelho Algarvio, do novo sistema de pesos e medidas. Na ocasião, os vendedores, aproveitando a ignorância dos compradores, defraudaram os seus clientes na "medidagem", originando tumultos. O Comandante do Batalhão de Caçadores N.º 4 foi, então, responsabilizado por José Júlio de Oliveira Baptista pelo uso excessivo de força militar, que deu origem a cinco mortos e a várias dezenas de feridos.